# Apoteosis de Claudio

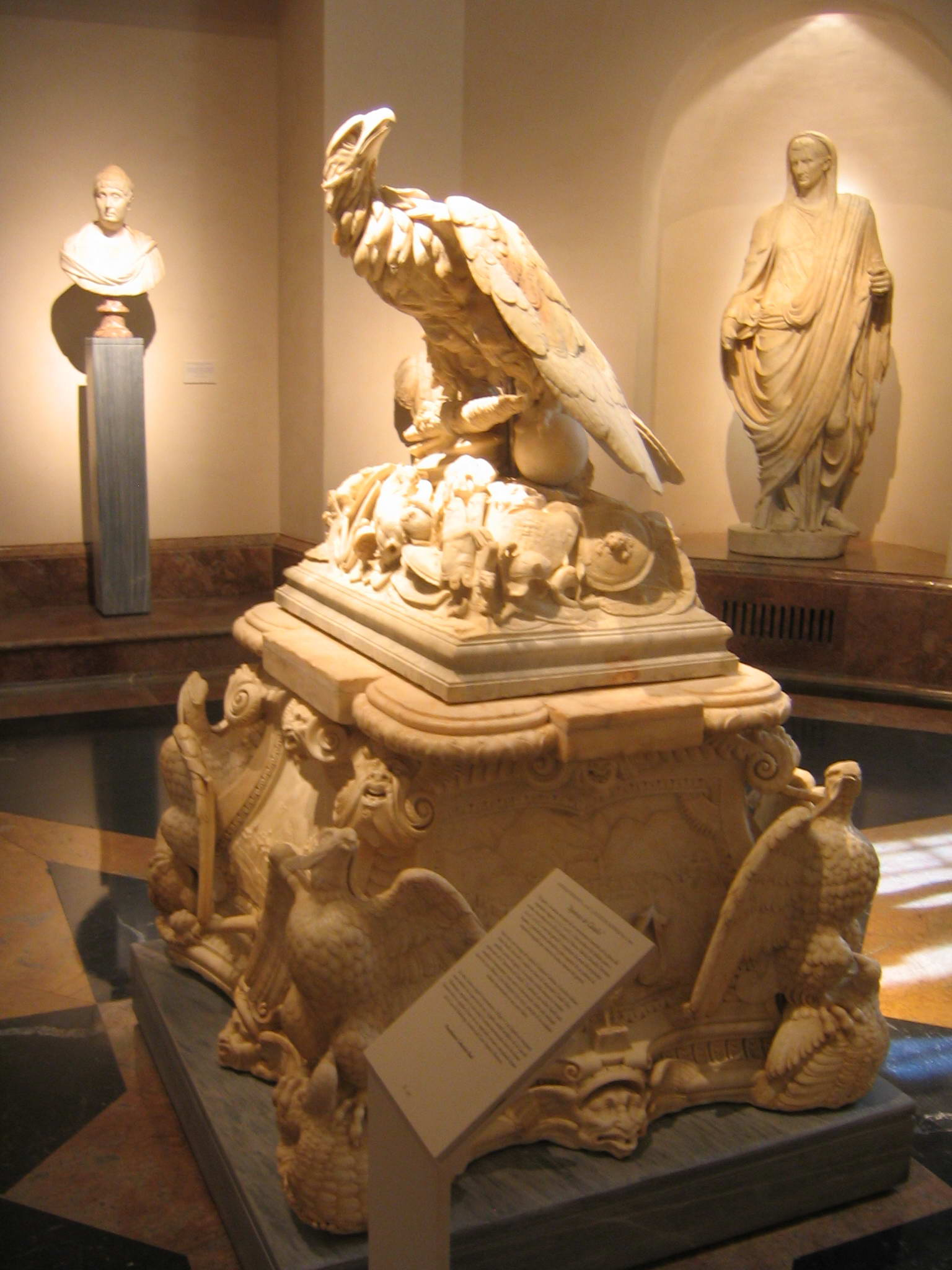
La Apoteosis de Claudio expuesta en el Museo del Prado de Madrid (fotografía anterior a la reposición del busto de Claudio a lomos del águila).

La Apoteosis de Claudio es una escultura de tiempos del Imperio romano, modificada en el siglo XVII, que se conserva actualmente en el Museo del Prado de Madrid.
Su parte original (las armas y el águila) fue realizada entre los años 27 a. C. - 14 d. C., en época del mandato de César Augusto, IMPERATOR·CAESAR·DIVI·FILIVS·AVGVSTVS («Emperador César Augusto, hijo adoptivo del Divino (Julio César»). Augusto es considerado el primero y más importante de los emperadores romanos, aunque él mismo no se consideró como tal durante su reinado, prefiriendo usar el título republicano tradicional de princeps civium («el primero de los ciudadanos»).

## Historia y hallazgo
La denominación Apoteosis de Claudio dada a esta escultura se debe a una cabeza de dicho emperador, hoy perdida, que le fue añadida en el siglo XVII. En su actual estado, este grupo escultórico es producto de una reconstrucción del siglo XVII, poco anterior a su entrega como obsequio a Felipe IV de España.
La parte del águila y las armas pertenece a un monumento funerario, un pedestal rectangular con su urna, hallado en la villa de campo de Marco Valerio Mesala Corvino (64 a. C. - 8 d. C.), general y político romano, y además de autor y mecenas de literatura y arte. Corvino era hijo del senador y cónsul Marco Valerio Mesala Rufo. La escultura, en origen, era un trofeo o composición con armas, sobre las que se posaba el águila.
Ya en el siglo XVII, sobre el águila se adosó un busto del Emperador Claudio, hoy perdido, que el cardenal Girolamo Colonna encargó al artista italiano Orfeo Boselli (1600-1676). Con la suma de la efigie del emperador, la escultura adoptó otro significado, como apoteosis del alma de Claudio elevada a los cielos por el águila. A ello se debe su denominación más popular.
En el año 1664, el cardenal Colonna regaló la obra a Felipe IV. Se ha solido pensar que el obsequio incluyó el gran pedestal de mármol que vemos hoy, pero ahora se sabe que este llegó a la colección real por otros cauces. De gusto antiguo y gran calidad, pero no romano, el pedestal es obra de Andrea Calamecca, de finales del siglo XVI. Ya en Madrid, escultura y pedestal se mostraron como un conjunto.
En el siglo XVIII, posiblemente en el incendio del Alcázar de Madrid (Nochebuena de 1734), la escultura sufrió daños y perdió la cabeza del águila y el busto del emperador, que sería reemplazado por otro, que se atribuía a Valeriano Salvatierra y que en realidad es obra de Roberto Michel . Michel también esculpió una cabeza nueva para el águila. Subsisten al menos dos grabados anteriores al desperfecto que permiten intuir cómo era el busto anterior.
En fecha más reciente dicho busto de Claudio fue retirado y el grupo escultórico fue restaurado en su totalidad. Tras permanecer en una sala secundaria del ala sur del Prado, en 2010 la obra fue reubicada en la rotonda baja del ala norte, en la rotonda baja de Goya, cerca de las nuevas salas de pintura española medieval y del Renacimiento. En 2023 se le ha repuesto el busto de César esculpido por Roberto Michel y se ha reubicado en lugar destacado de la Galería Central del museo.

## Características técnicas
- Autor: Anónimo.
- Estilo: romano-imperial y barroco.
- Material: mármol.
- Técnica: esculpido.
- Altura: 245 cm. x 125 cm. x 125 cm.

## Conservación
La escultura se expone en el Museo del Prado, en Madrid con el número de referencia E00225, proveniente de la Colección Real Española. 